# Aristómaco de Crotona
Aristómaco (o Aristómacos) fue un antiguo líder griego del partido popular de Crotona, durante la guerra contra Aníbal, alrededor del 215 a. C.
En ese momento casi todos los pueblos del sur de Italia estaban divididos en dos partidos; el pueblo estaba a favor de los cartagineses, mientras que los nobles y senadores a favor de los romanos. Los brucios, que estaban aliados con los cartagineses, esperaban apoderarse de Crotona con su ayuda. Como esto no se había logrado todavía, decidieron hacer la conquista por ellos mismos. Un desertor de Crotona les informó de la situación de los partidos políticos allí, y que Aristómaco estaba dispuesto a entregarles la ciudad. Los brucios marcharon con un ejército contra Crotona, y como las partes bajas que estaban habitadas por la gente estaban abiertas y eran de fácil acceso, pronto se apoderaron de ellas. Aristómaco, sin embargo, como si no tuviera nada que ver con los brucios, se retiró al arx, donde los nobles se reunieron y se defendieron. Los brucios, junto con la gente de Crotona, sitiaron a los nobles en el arx, y cuando vieron que no causaban ninguna impresión, solicitaron la ayuda cartaginesa a Hannón el Viejo. Propuso a los crotoniatas recibir a los brucios como colonos dentro de las extensas pero desiertas murallas de su ciudad. Pero todos los crotoniatas, con la excepción de Aristómaco, declararon que preferirían morir antes que someterse a ellos. Como Aristómaco, que había traicionado a la ciudad, no podía traicionar también al arca, no vio más remedio que huir y, en consecuencia, se pasó al bando de Hannón. Los Crotoniatas poco después de aquello abandonaron su ciudad por completo y emigraron a Locri.